# 局部场电位
局部场电位（英語：Local field potential，縮寫：LFP）是一类特殊的电生理信号。在生物体内，具有一定体积的生物组织中的树突突触活动会引发电流，当这股电流流经具有一定阻抗的细胞外空间时，就形成了一定的电压分布，在某一点记录到的局部电压值就叫做局部场电位。这个术语通常用于麻醉动物或者脑片的电生理研究中。

## 背景知识
使用低阻抗的微电极来对细胞进行胞外电生理记录，然后进行低通滤波（截止频率为300Hz），所获得的数据可以使用电脑进行记录与分析。没有经过滤波的信号反映了电极尖端附近 50-350 μm 的动作电位的叠加情况和电极尖端附近 0.5-3mm 的慢离子通道事件。信号经过低通滤波可以去除动作电位成分并得到低频的局部场电位信号。

## 外部連結
- 局部電位(local potential) （页面存档备份，存于）